# Fiedosowo
Fiedosowo (biał. Фядосава; ros. Федосово) – wieś na Białorusi, w obwodzie witebskim, w rejonie miorskim, w sielsowiecie Mikołajewo.

## Historia
W czasach zaborów wieś w gminie Mikołajewo, w powiecie dzisieńskim, w guberni wileńskiej Imperium Rosyjskiego.
W latach 1921–1945 wieś a następnie kolonia leżała w Polsce, w województwie wileńskim, w powiecie dziśnieńskim w gminie Mikołajów.
Według Powszechnego Spisu Ludności z 1921 roku zamieszkiwały tu 73 osoby, 71 było wyznania rzymskokatolickiego a 2 prawosławnego. Jednocześnie wszyscy mieszkańcy zadeklarowali polską przynależność narodową. Było tu 11 budynków mieszkalnych. W 1931 w 16 domach zamieszkiwały 93 osoby.
Wierni należeli do parafii prawosławnej i rzymskokatolickiej w Dziśnie. Miejscowość podlegała pod Sąd Grodzki w Dziśnie i Okręgowy w Wilnie; właściwy urząd pocztowy mieścił się w Dziśnie.
W wyniku napaści ZSRR na Polskę we wrześniu 1939 miejscowość znalazła się pod okupacją sowiecką. 2 listopada została włączona do Białoruskiej SRR. Od czerwca 1941 roku pod okupacją niemiecką. W 1944 miejscowość została ponownie zajęta przez wojska sowieckie i włączona do Białoruskiej SRR.
Od 1991 w składzie niepodległej Białorusi.